# Carlisle (Arkansas)
Carlisle és una població dels Estats Units a l'estat d'Arkansas. Segons el cens del 2000 tenia 2.304 habitants.

## Demografia
Segons el cens del 2000, Carlisle tenia 2.304 habitants, 955 habitatges, i 645 famílies. La densitat de població era de 182,3 habitants/km².
Dels 955 habitatges en un 27,5% hi vivien nens de menys de 18 anys, en un 52,9% hi vivien parelles casades, en un 11,3% dones solteres, i en un 32,4% no eren unitats familiars. En el 29,9% dels habitatges hi vivien persones soles el 15,9% de les quals corresponia a persones de 65 anys o més que vivien soles. El nombre mitjà de persones vivint en cada habitatge era de 2,32 i el nombre mitjà de persones que vivien en cada família era de 2,87.
Per edats la població es repartia de la següent manera: un 22,9% tenia menys de 18 anys, un 7,5% entre 18 i 24, un 24,5% entre 25 i 44, un 24,8% de 45 a 60 i un 20,3% 65 anys o més.
L'edat mediana era de 41 anys. Per cada 100 dones de 18 o més anys hi havia 80,8 homes.
La renda mediana per habitatge era de 30.086 $ i la renda mediana per família de 39.853 $. Els homes tenien una renda mediana de 30.292 $ mentre que les dones 20.563 $. La renda per capita de la població era de 15.725 $. Entorn del 10,5% de les famílies i el 15,5% de la població estaven per davall del llindar de pobresa.

## Poblacions més properes
El següent diagrama mostra les poblacions més properes.